# Батеньков Гавриїл Степанович
Гавриїл Степанович Батеньков (також Батенков; 25 березня [5 квітня] 1793, Тобольськ — 29 жовтня [10 листопада] 1863, Калуга) — офіцер, декабрист, письменник.

## Біографія

### Дитинство і юність
Народився в сім'ї тобольського дворянина обер-офіцера Степана Герасимовича Батенькова (1738—1808), мати — урождженка Урванцева. У свого батька був двадцятою дитиною.
Народився він «майже мертвим» (за легендою тільки при похороні, вже в труні, виявив ознаки життя). З дитинства відрізнявся надзвичайною нервовістю, був короткозорий, хоча обходився без окулярів, був зі слабким голосом, почутий у дитинстві звук великого дзвону пошкодив його слух.
Виховувався в Тобольськом військово-сирітському відділенні, а також у народному училищі та гімназії. З 1810 (або 1811) року — у Дворянському полку при 2-му кадетському корпусі в Петербурзі. Однокашник В. Ф. Раєвського. 21 травня 1812 року випущений прапорщиком в 13-у артилерійську бригаду.

### Французько-російська війна
Учасник Вітчизняної війни 1812 року і закордонних походів. 17 грудня 1813 року за відмінну службу проведений в підпоручики. 20 січня (1 лютого) 1814 року нагороджений орденом Святого Володимира 4 ступеня з бантом — за відміну в бою при поселенні Ларот'єр. У битві біля Монміралі 30 січня (11 лютого) 1814 року був поранений (отримав 10 штикових ран) і потрапив у полон, в якому перебував до 10 (22) лютого 1814 року. З вересня 1814 року служив у 27-й артилерійській бригаді, з 11 січня 1816 року — у 14 батарейній роті 7-ї бригади. 7 травня 1816 р. звільнений з військової служби за станом здоров'я (наслідки поранень).

### Інженер шляхів сполучення
Здав екзамен у Інституті Корпусу інженерів шляхів сполучення і з 5 жовтня 1816 року призначений інженером 3 класу у Х (Сибирський) округ, 2 лютого 1817 року затверджений у чині поручика (з старшинством з 17 грудня 1813 року).
На прохання генерал-губернатора Сибіру, Відомство шляхів сполучення погодилось виділити Томську людину, яка взяла б на себе технічне керівництво інженерно-будівельними роботами, і в березні 1817 року Батеньков приїхав в Томськ, де їх і очолив. Він керував роботами по розбудові вулиць (будівництво гравійних шосе замість напівгнилих дерев'яних мостових), вододжерел, по зміцненню набережної річки Ушайки і зведення дерев'яного Думського мосту через неї, що прослужив понад 100 років. Крім службових обов'язків, брав активну участь у влаштуванні масонської ложі «Великого світила».
|  | Місту діяльність Батенькова була тільки на користь і в грошовому відношенні, зокрема. Але саме його енергія у багатьох місцевих чиновників викликала невдоволення: дуже розумний і самовілля виявляв петербурзький інженер. Тем не менше в атестаті, виданому губернатором перед від'їздом до Тобольська говорилося, що батенька «за короткий час ... показав на користь міста Томська досить успіху сумлінним своїм старанням, діяльними завжди заняттями і мистецтвом» |

З 1819 року по 1821 рік — найближчий помічник М. М. Сперанського по управлінню Сибиррю. 17 квітня 1819 року переведений у капітани, 20 червня 1821 року — у майори.

### У Петербурзі
Указом від 28 липня 1821 року призначений в Особовий сибірський комітет з переведенням в Петербург. 29 січня 1823 року призначений з особливих доручень по частині військових поселень, а потім — членом Ради головного над військовими поселеннями начальника — А. А. Аракчеєва. 25 січня 1824 року переведений у підполковники. З 10 липня 1824 року — старший член Комітету по відділеннях військових кантоністів. Брав участь у розробці статуту про управління інородців, що визначав правовий статус і внутрішнє самоврядування корінних народів Сибіру до Лютневої революції.
Вийшов у відставку внаслідок різних неприємностей по службі.
Через А. Бестужева і К. Рилєєва увійшов у коло Таємного товариства, швидко зайняв чільне місце, в декабристському уряді передбачався на роль Голови.
28—29 грудня 1825 року був заарештований.

### Після повстання
На слідстві спершу впирався, але у березні 1826 року заявив про належність до таємної громади і погодженні з її планами.
Був засуджений до вічної каторги, пом'якшеної до 20 років. Рік перебував у фортеці Свартгольм, але замість Сибіру був повернутий (ймовірно, за власним бажанням) назад у Петропавлівську фортецю. У сім'ї Єлагіних, з якою Батеньков провів останні роки життя, зберігся переказ, що слідство визнало його невинність, і імператор наказав не тільки звільнити Батенькова, але і перевести його в наступний чин і нагородити матеріально. Але той злякався бути запідозреним у зраді і написав Миколі I, що, випущений на свободу, складе нову змову. У зв'язку з цим виникла друга версія 20-річного ув'язнення — помста Миколи I за апологію декабристського руху.
З 1827 по 1846 рік утримувався в одиночній камері Олексіївського равеліну Петропавлівської фортеці. У фортеці його спілкування було обмежене черговим офіцером. Перші роки зовсім не виходив з камери, пізніше міг прогулюватися в тюремному коридорі, але, крім солдатів, не бачив нікого, ні з ким не спілкувався і майже розучився розмовляти. В їжі мав вибір і волів вегетаріанську їжу, не мав відмови у вині. Міг вимагати священика для сповіді і причастя. Вів записи своїх думок (в опублікованій «Русской Старине» в 1889 році вказувалось списана Батеньковим в ув'язненні 40-сторінковий зошит, однак же зазначалося: знайомство з його записами "призводить лише до переконання, що 20-річне одиночне ув'язнення зробило свою справу і що чіткий хід мозкової роботи у нещасного в'язня іноді переривався). З книг дозволено було читати тільки Біблію (за іншими відомостями — міг одержувати книги). З ув'язнення звертався із вкрай зухвалими і полуабсурдними листами до Миколи I і в інші інстанції. Серед дослідників немає спільної точки зору на те, чи Батеньков в ув'язненні був психічнохворий або симулював божевілля.

### Повернення в Томськ (1846—1856 роки)
У 1846 році був висланий в Томськ. Проживав у будинку Н. В. Лучшева (будинок знаходився ліворуч від головного входу Благовіщенського собору), нині — провулок Батенькова.
У Красноярську по проекту Батенькова у 1854—1858 роках була збудована будівля Благородного зібрання. Проект будівлі був виконаний на прохання декабриста В. Л. Давидова, який жив на осаді у Красноярську.

### Останні роки життя
Після загальної амністії 1856 року виїхав в європейську частину Росії. Жив у маєтку Петрищево Белевського повіту Тульської губернії у вдови свого однополчанина А. А. Єлагіна — Авдотьї Петрівни Киреєвської і у власному будинку в Калузі, куди відправив вдову Лучшева з дітьми. Займався перекладами з французької (залишилися в рукописах). Помер від запалення легенів.
Похований в селі Петрищево.
За оповіданням А. В. Адріанова вдова Лучшева, відчуваючи наближення смерті, зашила у шовкову подушку записки Батенькова, які у неї зберігались і заповіла покласти їх у труну під її голову, коли вона помре. Вмовляння не змогли змінити її рішення.

## Основні ідеї і твори
Виступав за ліквідацію кріпосного права і конституційну монархію. Основним принципом пізнання і дії вважав вольову інтуїцію. На його погляди вплинули Беме, Сведенборг, російські масони, Монтеск'є і фізіократи.
Залишив багато (здебільшого неопублікованих) робіт (у тому числі «Повість власного життя»), був непересічним поетом (за життя видана тільки поема «Одичалий», ряд творів надруковані в першій половині XX століття) і критиком. Відома його стаття, написана з приводу повідомлення про передбачуваний вихід у світ 2-го тому «Мертвих душ» М. В. Гоголя.
У 1970-ті роки А. А. Ілюшин видав ряд раніше невідомих філософських віршів Батенькова, які викликали високу оцінку критики і літературознавства 1970-1980-х років; вони увійшли у кілька антологій і неодноразово перевидавалися. Рукописи цих віршів в даний час невідомі. Учень Ілюшина М. І. Шапір в 1990-ті роки висунув гіпотезу про те, що ця частина корпусу батеньковської поезії (за обсягом майже половина) являє собою містифікацію, складену Ілюшиним, і присвятив даній проблемі об'ємну працю, однак визнав, що при існуючих філологічних методах не може цього чітко довести.

### Обрані праці
Джерело — електронні каталоги РНБ [Архівовано 8 жовтня 2014 у Wayback Machine.].
- Батеньков Г. С. О египетских письменах. — СПб.: тип. Н. Греча, 1824. — 109 с.
- Батеньков Г. С. Письма // Письма Г. С. Батенькова, И. И. Пущина и Э. Г. Толля / Под общ. ред. Б. П. Козьмина. — М.: Всес. б-ка им. В. И. Ленина, 1936.
- Батеньков Г. С. Сочинения и письма / Отв. ред. С. Ф. Коваль. — Иркутск: Вост.-Сиб. кн. изд-во, 1989. — Т. 1 : Письма (1813—1856). — 525 с. — («Поляр. звезда»: Документы и материалы). — 50 000 экз. — ISBN 5-7424-0037-3.

## Нагороди
Орден Святого Володимира 4 ступеня з бантом (1814).

## Пам'ятні місця

### У Санкт-Петербурзі
- літо 1821 року — готель «Демут» — набережна ріки Мойки, 40;
- друга половина 1822 року — квартира З. П. Тизенгаузен у Училищі правознавства — набережна ріки Фонтанки, 6;
- 1823—1825 годы — дім Вірменської церкви святої Катерини — Невський проспект, 42.

### У Калузі
- 1856—1863 — у домі, де жив Гавриїл Степанович Батеньков, створений музей «Меморіальний дім Г. С. Батенькова» — вулиця Суворова, 42.

### У Томську
- 1846—1856 годы — дім Н. І. Лучшева у Благовіщенському перевулку (нині — переулок Батенькова, не зберігся);
- Степановка.

## Рекомендована література
- Батенков, Гавриил Степанович // Энциклопедический словарь Брокгауза и Ефрона : в 86 т. (82 т. и 4 доп. т.). — СПб., 1890—1907. (рос. дореф.)
- Бородавкин А. П., Шатрова Г. П. Декабрист Г. С. Батеньков. — Томск: Кн. изд-во, 1960. — 91 с. — 5000 экз.
- Илюшин А. А. Поэзия декабриста Г. С. Батенькова. — М.: Изд-во МГУ, 1978. — 168 с. — 16 350 экз.
- Карцов В. Г. Декабрист Г. С. Батеньков. — Новосибирск: Наука, 1965. — 239 с. — 775 экз.
- Надточий Ю. С. Пробуждение: [О декабристе Г. С. Батенькове]. — Свердловск: Сред.-Урал. кн. изд-во, 1991. — 234 с. — (Наши земляки). — 20 000 экз. — ISBN 5-7529-0250-9.
- У. Юшковский, «Батеньков у Томске», Томск, 2004 г.
- Адрианов А. У. Город Томск. — Томск: Наклад Сибирского товариства печатного діла у Томске, 1912.
- Г. З. Батеньков (К 200-летию з дня народження).//«Сибирская старовина». 1993, № 4. Томск
- Гордість Томска: Сб. нарисів (Сост. А. К. Черненко, З. П. Федотов). — Новосибирск: Західно—Сибирское книжкове видавництво, 1982. — 288 з., 15 ил. З. 9--32.
- Батеньков, Гавриил Степанович // Томск от А до Я: Краткая энциклопедия города. / Под ред. д-ра ист. наук Н. М. Дмитриенко. — 1-е изд. — Томск: Изд-во НТЛ, 2004. — С. 28-29. — 440 с. — 3 000 экз. — ISBN 5-89503-211-7.